# 4-й гусарский полк (Великобритания)
4-й собственный Её Величества гусарский полк (англ. 4th Queen's Own Hussars) — гусарский полк Британской армии, существовавший в 1685—1958 годах и принимавший участие во многих войнах Великобритании (в том числе обеих мировых войнах). Объединён в 1958 году с 8-м Его Величества королевским ирландским гусарским полком в новый полк — Её Величества королевский ирландский гусарский полк.

## История

### Образование и ранняя история

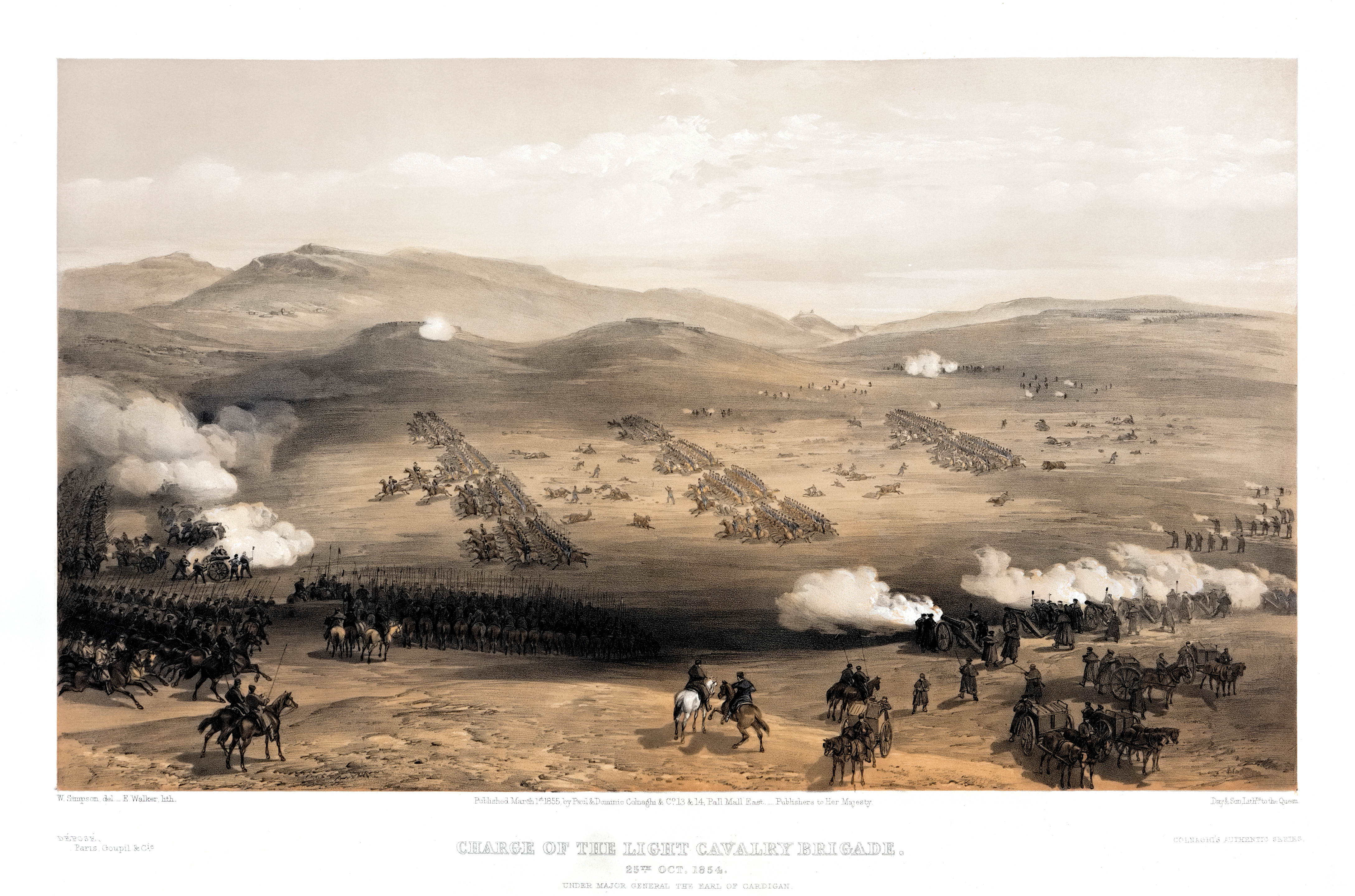
Атака лёгкой бригады, октябрь 1854 года; 4-й лёгкий драгунский полк (в центре картины) выступал во второй линии на правом фланге (задний план)

Образован в 1685 году достопочтенным Джоном Беркли (англ. John Berkeley) под названием Драгунский полк принцессы Анны Датской (англ. The Princess Anne of Denmark's Regiment of Dragoons) после восстания Монмута: в него вошли различные отдельные воинские части, а сам он стал называться 4-м драгунским полком. В феврале 1689 года присягнул на верность королю Вильгельму III и участвовал в разгроме войск Якова II в Шотландии в том же году. Во время Девятилетней войны полк участвовал в августе 1692 года в битве при Стенкерке, где понёс большие потери, а также в осаде Намюра в июле 1695 года. Во время войны за испанское наследство в апреле 1707 года участвовал в сражении при Альмансе, где понёс большие потери, а в ноябре 1715 года сражался при Шериффмюре во время якобитского восстания.
Во время войны за австрийское наследие в июне 1743 года полк участвовал в Деттингенском сражении: в ходе боя французы захватили знамя, однако кавалерист Джордж Дара (англ. George Daraugh) отбил его обратно. В июле 1745 года во время штурма Гента франко-австрийскими войсками полк был почти целиком перебит, а в июле 1747 года сражался при Лауфельде. В 1751 году официально был переименован в 4-й драгунский полк (англ. 4th Regiment of Dragoons), в 1780 году участвовал в подавлении бунта лорда Гордона, а в 1788 году был переименован в 4-й (собственный Её Величества) драгунский полк (англ. 4th (Queen's Own) Regiment of Dragoons) в честь королевы Шарлотты.
Во время Пиренейских войн 4-й драгунский полк Её Величества участвовал в июле 1809 года в битве при Талавере под командованием сэра Артура Уэлсли, а в мае 1811 года в битве при Усагре успешно атаковал французов из засады в составе группы войск барона Уолсингема. В июле 1812 года полк принимал участие в сражении при Саламанке в составе 1-й бригады Ле Маршана и в ходе одной из кавалерийских атак начисто смял французов, решив исход битвы в пользу англичан и даже захватив часть казны Жозефа Бонапарта. В июне 1813 года полк сражался при Витории, а в апреле 1814 года — при Тулузе. В 1818 году полк был преобразован в лёгкий драгунский полк, получи наименование 4-й (собственный Её Величества) лёгкий драгунский полк (англ. 4th (The Queen's Own) Regiment of (Light) Dragoons), в июле 1839 года во время первой англо-афганской войны отличился в битве при Газни.
Следующей крупной войной для полка стала Крымская война. В сентябре 1854 года 4-й полк лёгких драгун участвовал в битве на реке Альме под командованием лорда Кардигана. В октябре того же года в Балаклавском сражении вместе с 8-м гусарским полком принял участие в известной «атаке легкой бригады» во второй линии британских войск, в ходе которой попал под плотный артиллерийский огонь русских войск и потерял убитыми четыре офицера и 55 солдат. В ходе боя рядовой 4-го лёгкого драгунского полка Сэмюэл Паркс спас горниста Хью Кроуфорда (англ. Hugh Crawford), за что был отмечен крестом Виктории.
С 1861 года полк носил название 4-й (собственный Её Величества) гусарский (англ. 4th (Queen's Own) Hussars). С февраля 1895 года в полку нёс службу будущий премьер-министр Великобритании Уинстон Черчилль, начавший службу в звании корнета.

### Первая мировая война

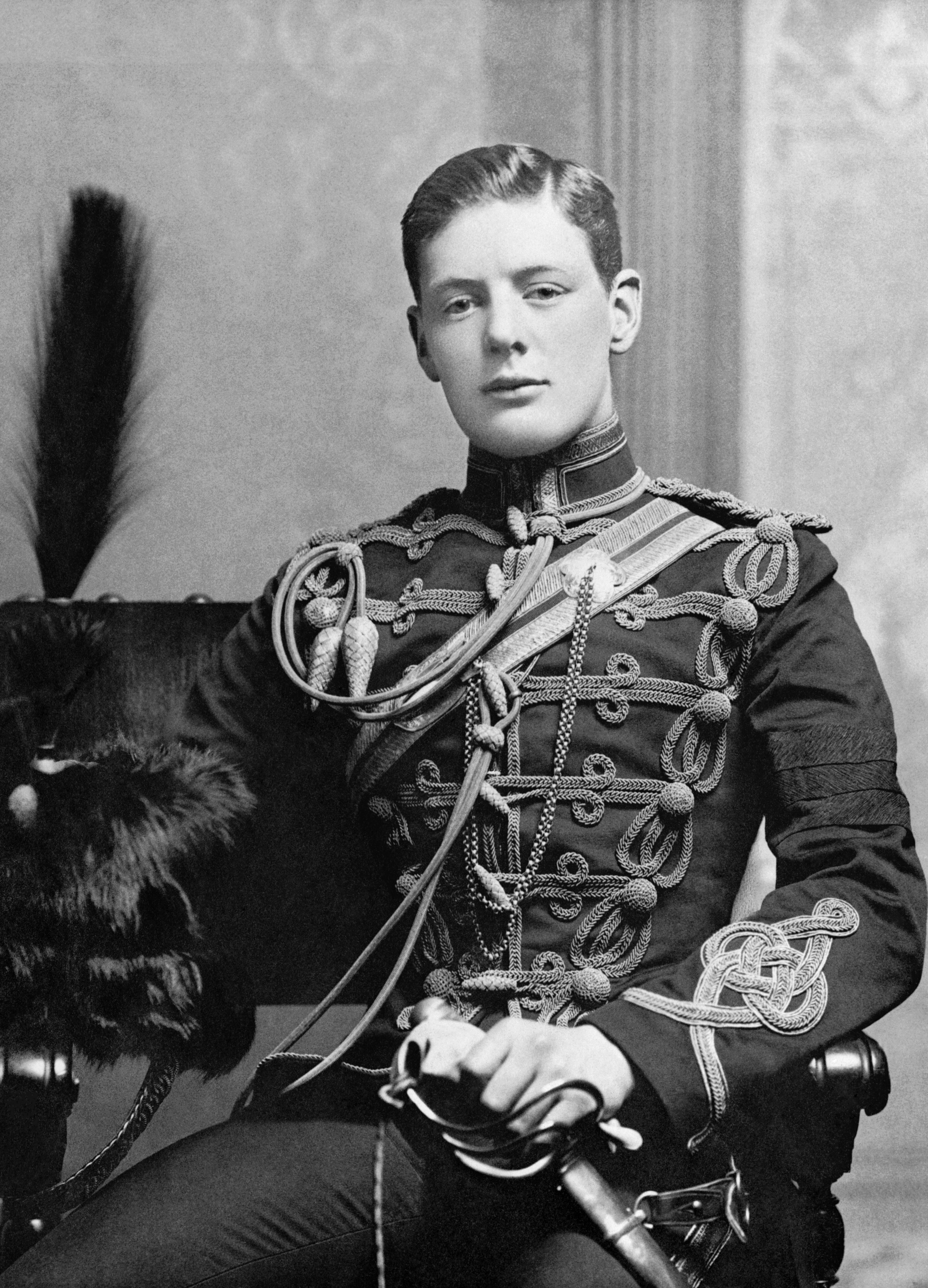
Уинстон Черчилль, второй лейтенант 4-го гусарского полка (1895 год)

Накануне Первой мировой войны штаб полка находился где-то на ирландской равнине Курраг. Службу полк начал во Франции, куда высадился в августе 1914 года в составе 3-й кавалерийской бригады 2-й кавалерийской дивизии. В сентябре 1914 года полк пережил Великое отступление, в октябре 1914 и апреле 1915 года участвовал в первой и второй битвах при Ипре. В марте 1918 года в битве в Морейском лесу полк помог сдержать немецкое контрнаступление, однако в бою погиб командир полка, подполковник Джон Дарли (англ. John Darley).

### Межвоенные годы
В 1921 году полк был переименован снова и получил название 4-й собственный Её Величества гусарский полк (англ. 4th Queen's Own Hussars). До 1931 года он нёс службу в Индии. В 1936 году полк был механизирован и превратился из кавалерийского в танковый, став в 1939 году частью Королевского бронетанкового корпуса.

### Вторая мировая война

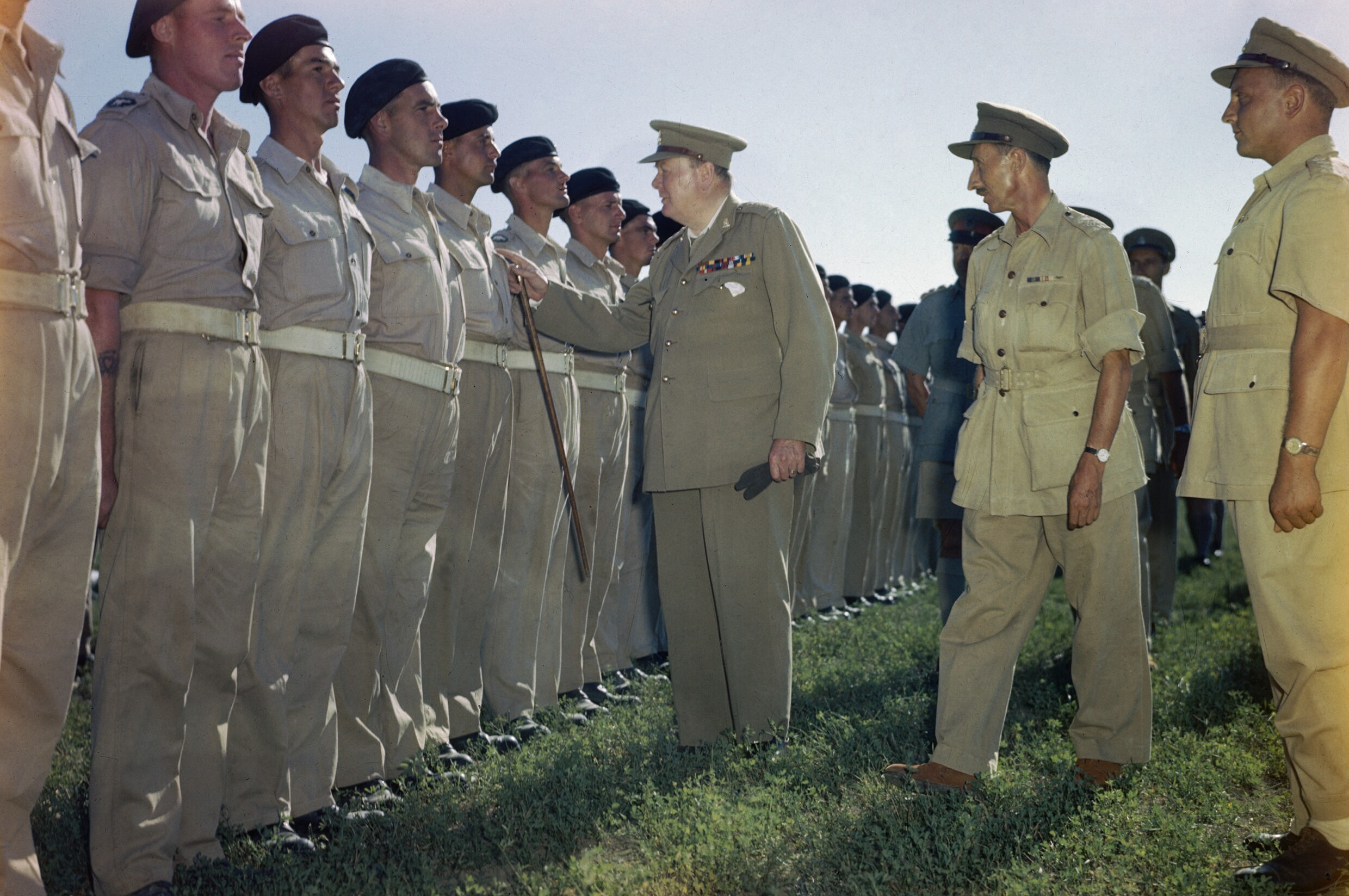
Уинстон Черчилль проводит смотр личного состава 4-го гусарского полка на аэродроме Лорето, Италия, 25 августа 1944 года

31 декабря 1940 года полк прибыл на Ближний Восток; в составе 1-й британской танковой бригады и 6-й австралийской пехотной дивизии сражался против немцев и итальянцев в Греческой операции. Находясь в арьергарде и занимая позиции на мосту через Коринфский канал, полк оказался в окружении после атаки немцев и сдался, в плен попали все старшие офицеры и ещё более 400 человек личного состава.
В июне 1941 года полк был воссоздан в Каире и вошёл в состав 1-й танковой бригады. В мае 1942 года в битве при Газале 4-й гусарский полк понёс большие потери, потеряв почти целый эскадрон, и в июне 1942 года присоединился к 3-му йоменскому полку графства Лондон (шарпшутерскому). В августе 1942 года накануне битвы при Алам эль-Халфе полк объединился с одним эскадроном 8-го полка королевских Его Величества гусар в единый 4-й/8-й гусарский полк; этим же составом он участвовал во втором сражении при Аль-Аламейне
В 1943—1945 годах полк отличился несколько раз во время Итальянской кампании. С 1941 года и до конца существования полка его почётным командиром был Уинстон Черчилль.

### Послевоенные годы
После окончания войны 4-й гусарский полк перебазировался в Любек (Германия) в марте 1947 года, в сентябре 1948 года отправлен на службу в Малайскую Федерацию. В декабре 1951 года полк вернулся в Великобританию, затем в сентябре 1953 года направлен в Хоне в казармы Кан. Полк был сокращён согласно рекомендациям Белой книги обороны 1957 года, а в 1958 году был объединён с 8-м собственным Его Величества королевским ирландским гусарским полком в новый единый полк — Королевские ирландские гусары Её Величества.

## Полковой музей
Открытие полкового музея было запланировано на 2018 год в Уорике в здании под названием Trinity Mews, однако было отложено на год.

## Воинские почести
По британским традициям, воинские почести присваиваются тем частям, которые проявили себя в различных боях, и представляют собой нанесение символического названия сражения на штандарт полка. 4-му гусарскому полку присвоены следующие почести:
- Early Wars: Dettingen, Talavera, Albuhera, Salamanca, Vittoria, Toulouse, Peninsula, Ghuznee 1839, Afghanistan 1839, Alma, Balaklava, Inkerman, Sevastopol
- The Great War: Mons, Le Cateau, Retreat from Mons, Marne 1914, Aisne 1914, Messines 1914, Armentières 1914, Ypres 1914 '15, Langemarck 1914, Gheluvelt, St. Julien, Bellewaarde, Arras 1917, Scarpe 1917, Cambrai 1917, Somme 1918, Amiens, Hindenburg Line, Canal du Nord, Pursuit to Mons, France and Flanders 1914-18
- The Second World War: Gazala, Defence of Alamein Line, Ruweisat, Alam el Halfa, El Alamein, North Africa 1942, Coriano, San Clemente, Senio Pocket, Rimini Line, Conventello-Comacchio, Senio, Santerno Crossing, Argenta Gap, Italy 1944-45, Proasteion, Corinth Canal, Greece 1941

## Награды
Единственным обладателем Креста Виктории является рядовой Сэмюэл Паркс, отмеченный 25 октября 1854 года. За время существования полка 131 боец был награждён медалями за отличия в боях Пиренейской войны, как минимум 1094 — за отличия в Крымской войне (бои на Альме, за Инкерман, Балаклаву и Севастополь), 47 — за участие в Нильской экспедиции.

## Командиры полка
Полком командовали в разное время (в том числе в должности почётных командиров) следующие военачальники:
Название по имени командира
- 1685—1688: бригадир-генерал Джон Беркли, 4-й виконт Фицхардинг[англ.]
- 1688: полковник Томас Максвелл[англ.]
- 1688—1693: бригадир-генерал Джон Беркли, 4-й виконт Фицхардинг[англ.]
- 1693—1710: генерал-лейтенант Элджернон Капель, 2-й граф Эссекс
- 1710—1713: фельдмаршал сэр Ричард Темпл, 1-й виконт Кобэм
- 1713—1735: генерал Уильям Эванс[англ.]
- 1735—1768: фельдмаршал Роберт Рич, 4-й баронет

4-й драгунский полк (1751)
- 1768—1770: фельдмаршал достопочтенный Генри Сеймур Конуэй
- 1770—1788: генерал Бенджамин Карпентер[англ.]

4-й (собственный Её Величества) драгунский полк (1788)
- 1788—1797: фельдмаршал Джон Гриффин, 4-й барон Говард де Вальден, лорд Брэйбрук
- 1797—1802: генерал сэр Роберт Слоупер[англ.]
- 1802—1808: генерал сэр Гай Картлон, 1-й барон Дорчестер
- 1808—1836: генерал Фрэнсис Хьюгонин[англ.]

4-й (собственный Её Величества) лёгкий драгунский полк (1818)
- 1836—1841: генерал лорд Роберт Эдвард Генри Сомерсет
- 1842—1847: генерал-лейтенант сэр Джеймс Чарльз Далбьяк[англ.]
- 1847—1861: генерал сэр Джордж Сковелл

4-й (собственный Её Величества) гусарский полк (1861)
- 1861—1865: генерал сэр Джеймс Хоуп Грант
- 1865—1874: генерал Уильям Леннокс Лашелль Фицджеральд де Рос, 23-й барон де Рос[англ.]
- 1874—1880: генерал лорд Джордж Пэйджет[англ.]
- 1880—1881: генерал Уильям Хэмптон Парлбай[англ.]
- 1881—1904: генерал Александр Лоу[англ.]
- 1904—1919: генерал сэр Александр Джордж Монтгомери Мур[англ.]
- 1919—1941: генерал-майор сэр Реджинальд Уолтер Ральф Барнс[англ.]
- 1941—1958: полковник сэр Уинстон Леонард Спенсер Черчилль